# Deutsche Messe

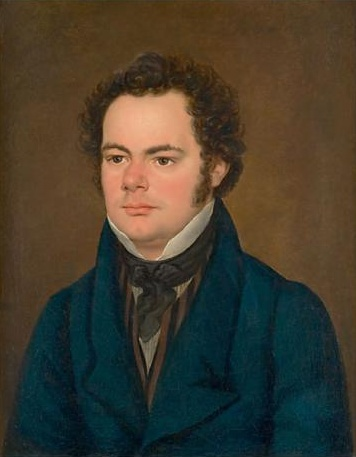
Ritratto di Franz Schubert attribuito a Anton Depauly (1827)

La Deutsche Messe (Messa tedesca) D 872 è una messa composta da Franz Schubert nel 1827 il cui titolo originale è Gesänge zur Feier des heiligen Opfers der Messe ("Canti per la celebrazione del sacro rito della Messa"). Il testo non è il testo liturgico in lingua latina, ma un insieme di testi in tedesco scritti da Johann Philipp Neumann, che commissionò l'opera. Venne inizialmente scritta per coro SATB, due oboi, due clarinetti, due bassi, due corni, tre tromboni, timpani e basso continuo. È conosciuta anche come Messa del fiato a causa della forte presenza di strumenti a fiato nell'orchestra.

## Composizione
La Deutsche Messe si inserisce nella tradizione delle messe basse, che constano di testi religiosi nelle lingue locali dell'Austria e del sud della Germania. Fu commissionata a Schubert da Johann Philipp Neumann per il compenso di cento gulden; Neumann era già stato in contatto con il musicista nel 1820 per una collaborazione relativa a un'opera tratta dal dramma Shakuntala che rimase allo stato di abbozzo; in questa occasione si rivolse al compositore perché era interessato a una musica semplice, scritta per essere accessibile alla maggior parte delle assemblee liturgiche. Neumann scrisse gli inni in tedesco, che Schubert musicò in uno stile omofonico, cantabile da un qualsiasi tipo di assemblea. Il musicista iniziò il lavoro nel dicembre 1826 e lo terminò nell'autunno del 1827.
Schubert aveva previsto che la messa venisse utilizzata nella liturgia cattolica. Tuttavia, la censura evitò che questo accadesse, in quanto era una traduzione della Messa in tedesco non autorizzata e quindi non approvata per l'uso liturgico. L'opera ha tuttavia ottenuto popolarità ed è stata tradotta in diverse lingue.. Una versione in lingua inglese è stata scritta da Richard Proulx.

## Struttura
L'opera contiene nove movimenti: otto inni e una appendice. Le indicazioni di tempo della maggior parte dei brani vanno da moderato ("mäßig") a lento ("langsam"), coerentemente con la solennità del servizio liturgico e sulla base dell'acustica delle chiese.
Ogni inno corrisponde ad una parte dell'Ordinario della Messa. Il tempo di esecuzione è di circa 40 minuti, se eseguita tutta da cima a fondo.
1. "Zum Eingang" (All'Ingresso) Mäßig, Fa maggiore 4/4
2. "Zum Gloria" Mit Majestät, Si bemolle maggiore, 4/4. In questo movimento suonano anche due trombe.
3. "Zum Evangelium und Credo" Nicht zu langsam, Sol maggiore, 6/8
4. "Zum Offertorium" Sehr langsam, Do maggiore, 3/4
5. "Zum Sanctus" Sehr langsam, Mi bemolle maggiore, 3/4
6. "Nach der Wandlung" (Dopo la Consacrazione) Sehr langsam, Sol maggiore, 4/4
7. "Zum Agnus Dei" Mäßig, Si bemolle maggiore, 6/8
8. "Schlußgesang" (Inno conclusivo) Nicht zu langsam, Fa maggiore, 3/4
9. "Anhang" (Appendix): "Das Gebet des Herrn" (Il Padre Nostro) Mäßig, Sol maggiore, 6/8